# Koponya

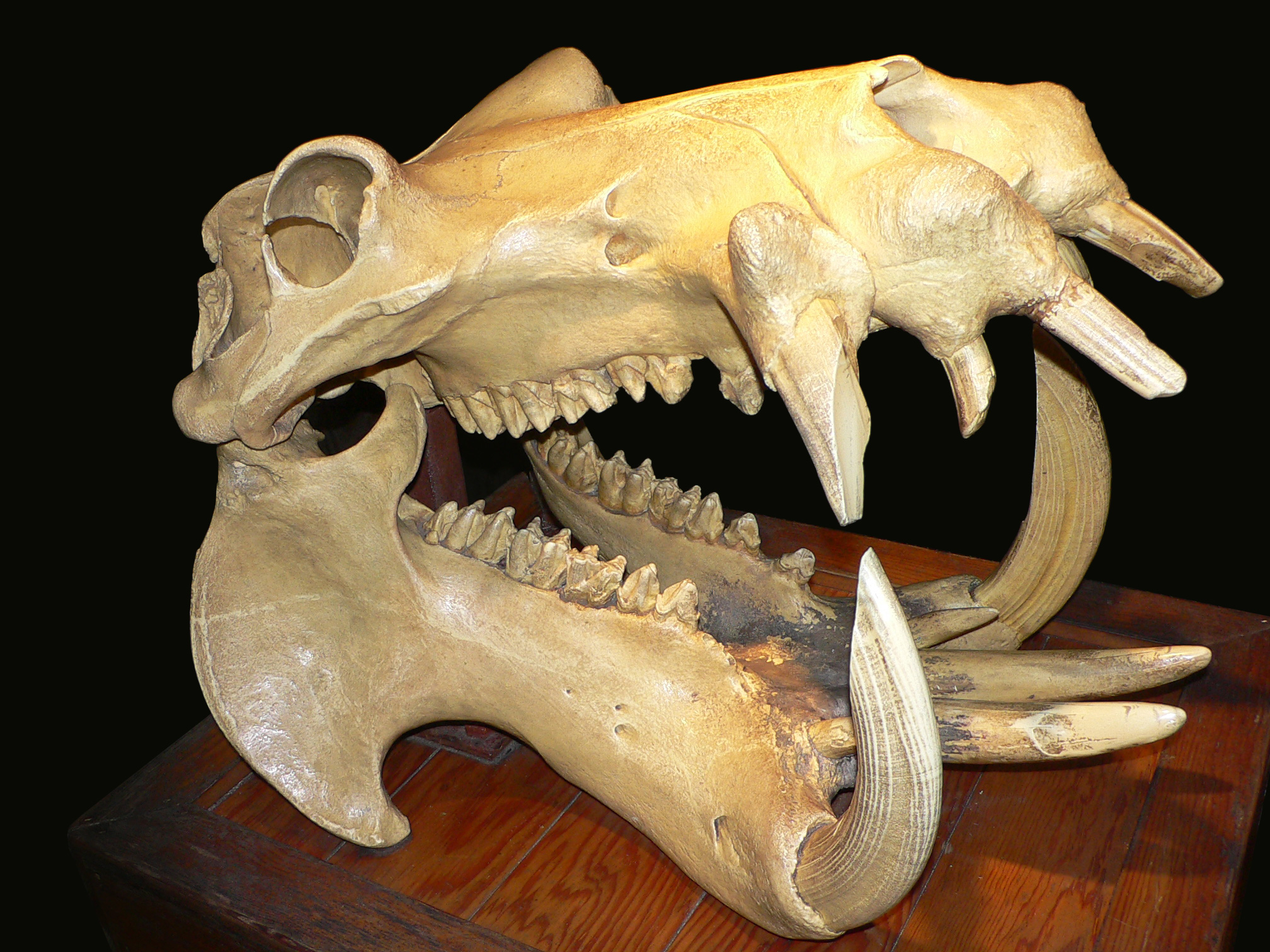
Egy víziló koponyája

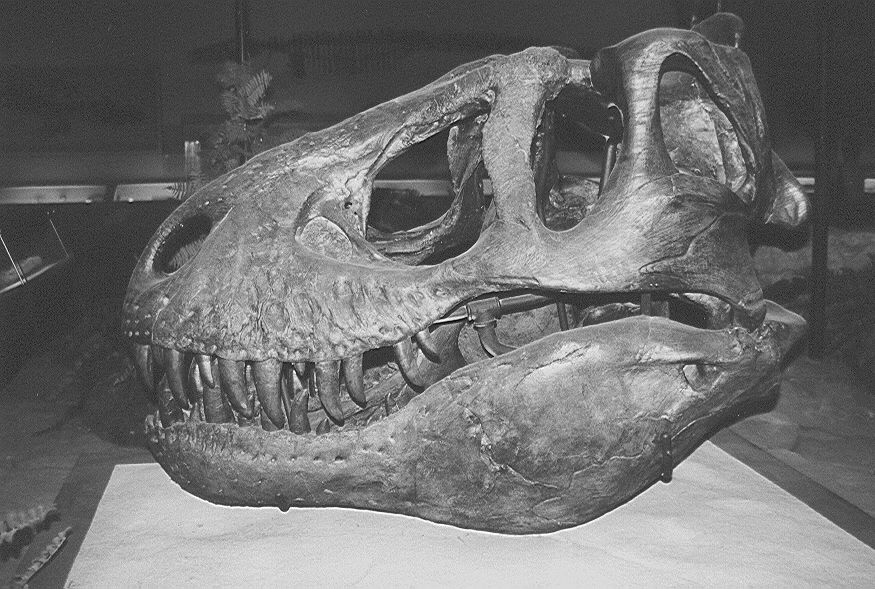
Egy Tyrannosaurus koponyája

A koponya (cranium) igen sok állatfajban és az emberben is megtalálható csontos képlet, ami a fej alapvető vázaként szolgál. A koponyával rendelkező élőlényeket Craniatáknak nevezik. Az arckoponya az alapja arc szerkezetének, az agykoponya az agy befogadására és védelmére szolgál.
A koponya a gerincesek (így az ember) létfontosságú testrésze. Ez abból következik, hogy itt helyezkedik el az idegrendszer központi részének legmeghatározóbb része (koponyaagy), emellett több életfontos szerv bemeneti nyílása, valamint a látás, a szaglás, az ízérzés végkészülékei.
Az agy védelme csak az egyik fontos szerep, amit a csontos koponya ellát. Például a szemek közti fix távolság nagyon lényeges a térlátásban, a fülek fix helyzete pedig segít az agynak a hangok irányának és távolságának meghatározásában. A koponya tartja a fogakat és az állkapcsot, és néhány állatfajban (például egyes patás állatoknál) védekezési funkciót lát el, a szarvak a homlokcsontra csatlakoznak.

## Állati koponya

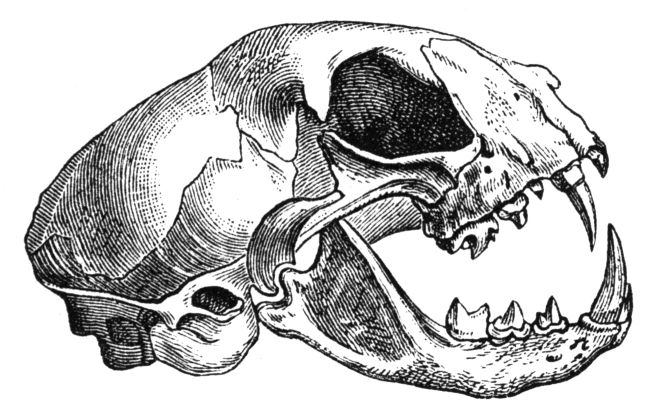
Macskakoponya – ragadozókoponya
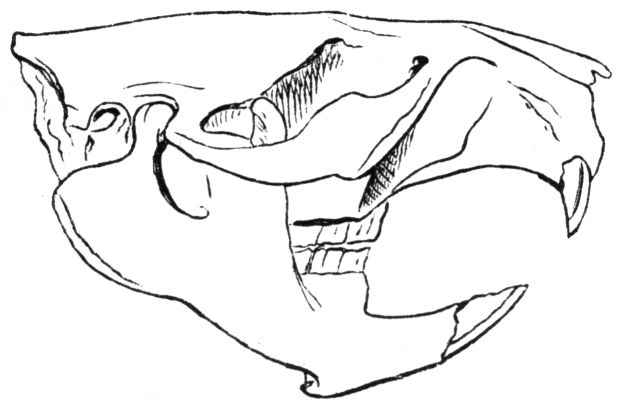
Hódkoponya – rágcsálókoponya
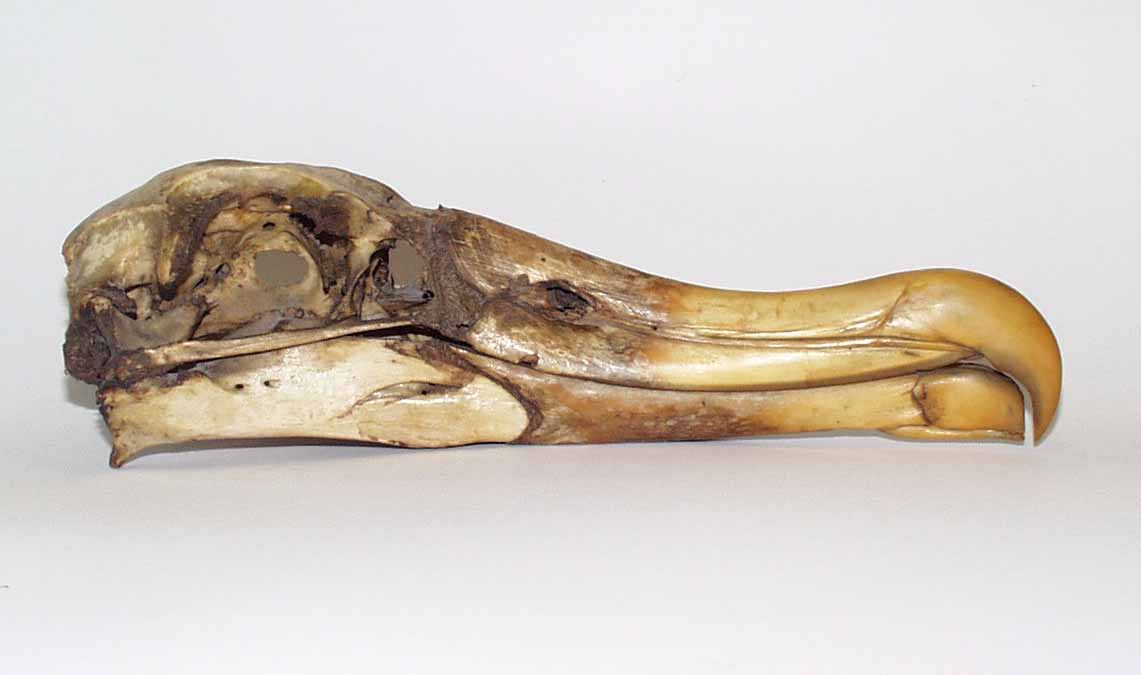
Albatroszkoponya – madárkoponya

## Emberi koponya

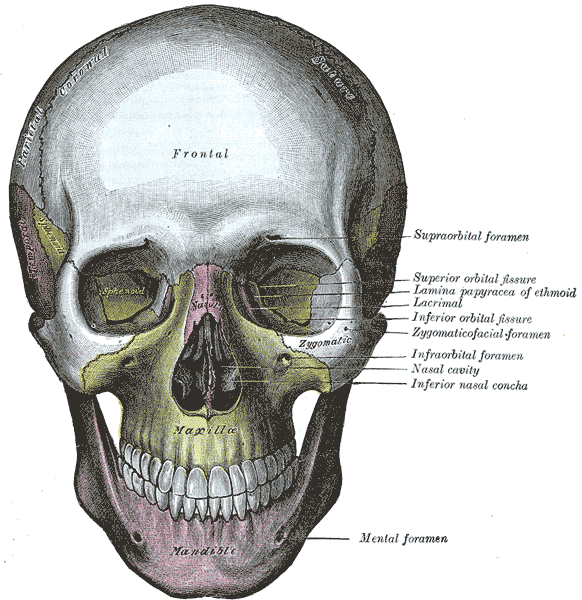
Emberi koponya (elölről), a jobb oldali képen (oldalról). A jobb oldali képen a vastag fekete vonal az arc és- az agykoponya egyszerűsített határát jelentő síkot jelöli. (A felső szemgödri széleken és a külső hallójáratok fölött átmenő síkot)

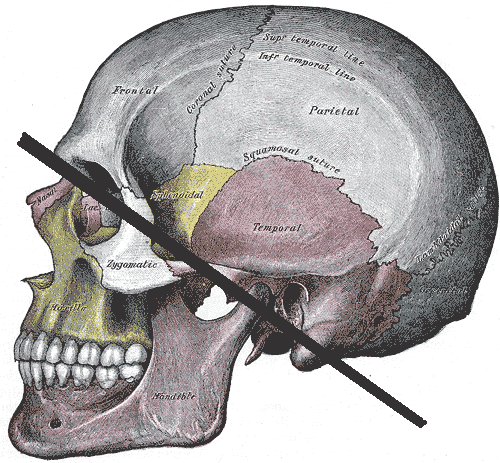
Emberi koponya (oldalról), az arc- és agykoponya határának jelölésével

Egy felnőtt ember koponyája normális esetben kb. 22 csontból áll. (Bár ez a szám a korral csökken: pl. az ékcsont és a nyakszirtcsont összecsontosodásával egységes alapi csonttá (os basilare). Az alsó állkapocs az állkapocscsont kivételével minden koponyacsont varratokkal csatlakozik egymáshoz. (Fomái: fogazott varrat-sutura serrata, sima varrat-sutura plana, pikkelyvarrat-sutura squamosa). A koponya varrataiban a csontok közötti folyamatos összeköttetéseket kötőszövet biztosítja a csontok összeköttetéseit. A varratok csak nagyon kismértékű elmozdulásokat tesznek lehetővé, (idős korban összecsontosodhatnak). Hét csont (3 páratlan és 2 páros) alkotja a koponyaüreget határoló agykoponyát (neurocranium). Tizenöt csont (6 páros és 3 páratlan) az arckoponya (viscerocranium) kialakításában vesz részt.

## A koponya részei
(facies) – arc
(frons) – homlok
(vertex) – koponyatető legfelső része
(occiput) – tarkó, nyakszirt
(tempora) – halántékok

## A koponya csontjai

Emberi koponya oldalnézete

Emberi koponya elölnézete

A koponya két nagyobb részből áll:
1. Agykoponya (Cranium cerebri)
2. Arckoponya (Cranium viscerale)

### Az agykoponya csontjai
1. Nyakszirtcsont (Os occipitale)
2. Falcsont (Os parietale)
3. Halántékcsont (Os temporale)
4. Ékcsont (Os sphenoidale)
5. Homlokcsont (Os frontale)

### Az arckoponya csontjai
1. Járomcsont (Os zygomaticum)
2. Felső állcsont (Maxilla)
3. Állkapocscsont (Mandibula)
4. Orrcsont (Os nasale)
5. Könnycsont (Os lacrimale)
6. Szájpadcsont (Os palatinum)
7. Rostacsont (Os ethmoidale)
8. Ekecsont (os vomer)
9. Alsó orrkagyló (Concha nasalis inferior)

A koponyában, a középfülben találhatóak még a hallócsontocskák is.
(Ez a felsorolás meglehetősen sémás, mivel több csont vesz részt az agy-, és a zsigeri koponya alkotásában együttesen. Így az os frontale, os ethmoidale, os sphenoidale, os temporale.)